# Церковь Святого Николая (Потсдам)
Церковь Святого Николая (Никола́икирхе, нем. St. Nikolaikirche) — евангелическая церковь в Потсдаме, один из неофициальных символов города. Располагается на Старой Рыночной площади. Монументальное здание было построено в классицистском стиле по проекту архитектора Карла Фридриха Шинкеля в 1830—1837 годах. Купол, возвышающийся над крышами города, был возведён в 1843—1850 годах. Строительством Николаикирхе руководил Людвиг Персиус, а затем после 1845 года — Фридрих Август Штюлер. В конце Второй мировой войны церковь была разрушена, восстановлена в полном соответствии с оригинальными чертежами и передана церкви в 1981 году.